# アーサー・ヘイスティングズ
アーサー・ヘイスティングズ（Arthur Hastings）は、アガサ・クリスティの小説「エルキュール・ポアロ」シリーズに登場する人物。
ポアロの友人。イートン校出身で第一次世界大戦の戦地に赴いたが、負傷により予備役に退いている。階級は大尉。軍務に就く前まではロイド保険協会で勤務していた。ポアロがイギリスで最初に作った友人である。
「シャーロック・ホームズシリーズ」におけるジョン・H・ワトスンの役回りにあたり、「ポアロ」シリーズの事件の記録者を務め、彼が登場する話では基本的に彼の一人称で記述されている。

## 人物
生真面目で正義感が強く、女性には優しい典型的な英国紳士である。女性、特に鳶色の髪の者に対してはロマンを抱いており、必要以上に感情移入して事件を混乱させることもしばしばある。そのような要素も加わって、推理に関しては相当な迷走ぶりを見せ、度々ポアロに呆れられている。しかし時には事件の表層面に惑わされず、本人が気づかないままに本質を見抜き、事件の核心に迫る何気ない一言を発することがあり、これがポアロの事件解決に貢献したことが何度もある。看護師をしている従姉妹がいる。
妻は『ゴルフ場殺人事件』で出会った女性、アクロバット女優のダルシー・デュヴィーン（愛称シンデレラ）。結婚後はアルゼンチンに移住し、妻の助力もあって牧場の経営で成功を収めた。このため『ゴルフ場殺人事件』以降の作品ではアルゼンチンに永住したことになっており、イギリスへ一時帰国したという設定で6つの長編に登場するのみとなっている（詳しくは登場作品の節を参照のこと。なお短編『ポアロ登場』の発表は『ゴルフ場』より後だが、物語の時系列上は『ゴルフ場』以前になる）。
著名なITV制作の映像化作品『名探偵ポワロ』では、原作といくつか設定の相違がみられる。ドラマでの妻は、原作でダルシーの姉として登場した歌手のイザベラ・デュヴィーンである。また、鉄道への投資に失敗したため破産し、イギリスに帰国して再びポアロの助手を務める。

## 登場作品

### 長編
- 1920年 スタイルズ荘の怪事件（事件当時30歳）
- 1923年 ゴルフ場殺人事件
- 1927年 ビッグ4
- 1932年 邪悪の家
- 1933年 エッジウェア卿の死
- 1936年 ABC殺人事件
- 1937年 もの言えぬ証人
- 1975年 カーテン

### 短編
- 1924年 ポアロ登場
  - 〈西洋の星〉盗難事件
  - マースドン荘の悲劇
  - 安アパート事件
  - 狩人荘の怪事件
  - 百万ドル債券盗難事件
  - エジプト墳墓の謎
  - グランド・メトロポリタンの宝石盗難事件
  - 首相誘拐事件
  - ミスタ・ダヴンハイムの失踪
  - イタリア貴族殺害事件
  - 謎の遺言書
  - ヴェールをかけた女
  - 消えた廃坑
  - チョコレートの箱
- 1939年 黄色いアイリス
  - バグダッドの大櫃の謎
- 1950年 愛の探偵たち
  - ジェニー・ウェイバリーの冒険
- 1951年 教会で死んだ男
  - 戦勝記念舞踏会事件
  - 潜水艦の設計図
  - クラブのキング
  - マーケット・ベイジングの怪事件
  - 二重の手がかり
  - 呪われた相続人
  - コーンウォールの毒殺事件
  - プリマス行き急行列車
  - 料理人の失踪
  - 二重の罪

### 戯曲
- 1934年 ブラック・コーヒー
チャールズ・オズボーンによって小説化された小説版にも登場する。

### 映像作品
- 1985年にアメリカで製作されたテレビ映画『名探偵ポワロ/エッジウェア卿殺人事件』では、ジョナサン・セシルがヘイスティングズを演じた。翌年に製作された『名探偵ポワロ/死者のあやまち』と『名探偵ポワロ/三幕の殺人』にも同役で出演している。
- 1989年から2013年にかけてイギリスで製作されたテレビドラマ『名探偵ポワロ』では、ヒュー・フレイザーがヘイスティングズを演じた。日本語吹替は、第6シリーズまでは富山敬が担当。富山の没後に製作されたシリーズでは安原義人が引き継いでいる。

### 他の作家による作品
- 名探偵に乾杯
  - 西村京太郎の推理小説。『名探偵なんか怖くない』に始まる名探偵シリーズの第4作。第3作までは、明智小五郎、メグレ警視、エルキュール・ポワロ、エラリー・クイーンの4人が探偵役で登場する。第4作は『カーテン』以後になるため、ポワロは登場しない。その代わりに、ヘイスティングズが登場する。また、ポワロの息子を名乗る人物が登場し、『カーテン』の結末に異を唱える。